# Procoro Cidone
Procoro Cidone (in greco Πρόχορος Κυδώνης?; Tessalonica, 1330 circa – Monte Athos, 1369 circa) è stato un monaco cristiano, teologo e traduttore bizantino.

## Biografia
Fratello minore dell'umanista e politico Demetrio Cidone (1320 circa–1398/1400), entrò nel Monastero della Grande Lavra sul Monte Athos in giovane età e divenne ieromonaco. Collaborò col fratello Demetrio a tradurre le Summae di Tommaso d'Aquino; tradusse inoltre in greco dal latino opere di Agostino di Ippona e Severino Boezio, in particolare il De consolatione philosophiae ("Sulla Consolazione della filosofia") di quest'ultimo. Scrisse anche un trattato originale De essentia et operatione Dei ("Sulla natura e l'attività di Dio"), nel quale contestò vigorosamente la teologia mistica di un altro monaco athonita, Gregorio Palamas. Procoro, come peraltro suo fratello Demetrio, si opponevano all'esicasmo di Palamas soprattutto con argomenti della Scolastica latina. Palama ricevette però l'approvazione definitiva dei concili nei riguardi della sua teologia successivamente nel 1347, nel 1351 e, dopo la sua morte, nel 1368, quando fu anche canonizzato. In questa occasione i due fratelli furono avversati da Filoteo Kokkinos il quale indisse contro i due un sinodo nell'aprile del 1368 che culminò nella scomunica di Procoro e nella sospenderlo dal sacerdozio. È probabile che Procoro abbia seguito Demetrio nella sua professione di fede nella Chiesa cattolica.